# Таурима, Джей
Джей Таури́ма (англ. Jai Taurima; род. 26 июня 1972, Саутпорт) — австралийский легкоатлет, прыгун в длину. Серебряный призёр летних Олимпийских игр 2000 года. Экс-рекордсмен Океании в прыжках в длину.

## Спортивная биография
В 1996 году Джей Таурима должен был дебютировать на первых в своей карьере Олимпийских играх, однако, незадолго до соревнований в Атланте, австралиец получил травму подколенного сухожилия. Оправившись от травмы за пару дней до начала игр Таурима попытался выполнить квалификационный норматив, равнявшийся 7,90 м, но последствия травмы не позволили Джею показать необходимый результат и он остался вне Олимпийских игр.
Первое значимое достижение в карьере Тауримы состоялось в 1999 году на чемпионате мира по лёгкой атлетике в Севилье. В последней попытке финального раунда австралийский спортсмен прыгнул на 8,35 метров, отстав всего на 1 сантиметр от бронзового призёра словенца Грегора Цанкара. Тем не менее этот результат позволил Тауриме стать рекордсменом Океании в прыжках в длину.
В 2000 году Таурима дебютировал на Олимпийских играх. Квалификацию австралиец закончил на 4 месте с результатом 8,09 м. В пятой попытке финального раунда Таурима прыгает на 8,49 м и выходит на первое место, установив этим результатом свой личный рекорд и новый рекорд Океании. Однако, в заключительной попытке кубинец Иван Педросо совершает прыжок на 8,55 метров и становится олимпийским чемпионом, отодвигая Тауриму на вторую позицию.
В 2002 году Таурима, так и не сумев восстановиться от многочисленных травм, закончил свою спортивную карьеру. В настоящее время работает в австралийской полиции.

## Личная жизнь
Женат на австралийской прыгунье в длину Керри Тауриме.